# L'Éden et après
Pour plus de détails, voir Fiche technique et Distribution.
L'Éden et après est un film franco-tchécoslovaque avec participation tunisienne, réalisé par Alain Robbe-Grillet et sorti en 1970.

## Synopsis
L'Éden et après est un conte hallucinatoire et fantasmagorique, un jeu de miroirs sensuel et violent, une rêverie érotique dans laquelle Violette erre parmi ses désirs les plus profonds, entre villas blanches immaculées, désert et mer, sous le soleil brûlant de Tunisie.    

Dans un décor labyrinthe de filles nues, enchaînées pour les unes, en cage pour les autres, souvent les yeux bandés, elle assouvit, entre appréhension et fascination, ses fantasmes les plus torrides, pour aller à la rencontre de son autre moi, son propre double.

## Fiche technique
- Titre : L'Éden et après
- Réalisation : Alain Robbe-Grillet
- Scénario : Alain Robbe-Grillet
- Montage : Bob Wade
- Société de production : Como Films (Paris), ORTF (Paris), Slovensky Films (Bratislava), S.A.T.P.E.C. (Tunis)
- Producteur : Samy Halfon
- Photographie : Igor Luther
- Montage : Bob Wade
- Genre : drame, érotique
- Durée : 98 minutes
- Date de sortie : 20 avril 1970

## Distribution
- Catherine Jourdan : Violette
- Lorraine Rainer : Marie-Eve
- Pierre Zimmer : Duchemin
- Richard Leduc : Marc-Antoine
- Catherine Robbe-Grillet : l'inconnue

## Anecdotes
- Robbe-Grillet proposa en 1971, avec les mêmes images, un nouveau montage anagrammatique de ce film, intitulé N a pris les dés.
- Oliviers Smolders écrivit dans l'Encyclopédie du Nu au Cinéma : "Alain Robbe-Grillet est un des rares cinéastes qui réussit à faire des films érotiques qui n'attirent que peu de monde".